# Platja de sa Marjal
Der Platja de sa Marjal (standard-katalanisch: Platja de la Marjal) ist ein Strand im Osten der Baleareninsel Mallorca. Er befindet sich im nordöstlichen Teil des Gemeindegebietes von Son Servera.

## Lage und Beschreibung

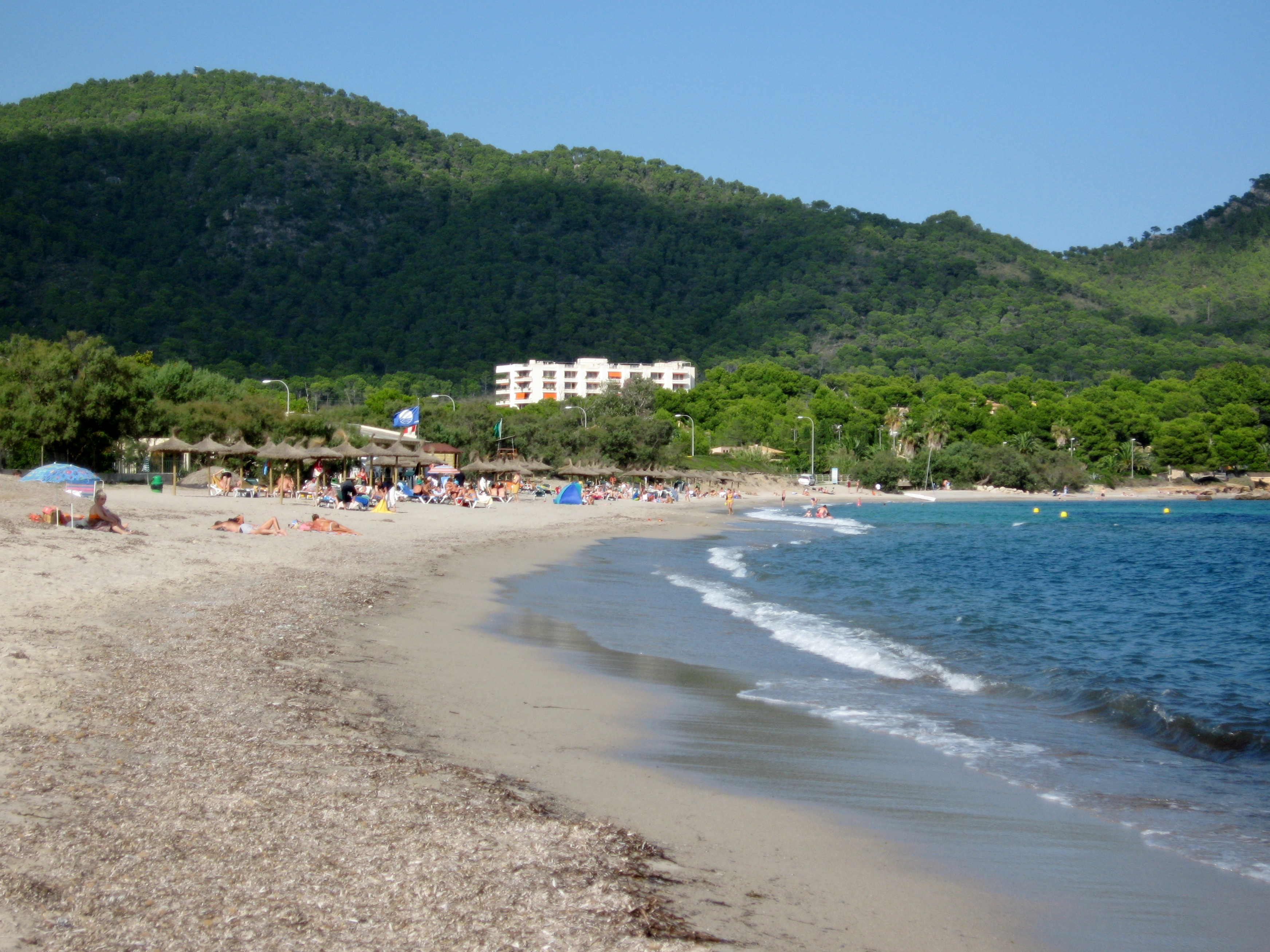
Blick Richtung Costa des Pins

Sa Marjal bildet mit dem nördlich angrenzenden Strand es Ribell, der nur etwa 170 Meter lang ist, eigentlich einen durchgehenden Strandabschnitt am nördlichen Teil der Bucht von Son Servera (Badia de Son Servera). Beide Strände werden durch die Mündung des Torrent de Son Jordi voneinander getrennt, einem Sturzbach (Torrent), der nur bei starken Regenfällen ins Meer entwässert.
Heute werden die Strände von sa Marjal und es Ribell auch in spanischen Veröffentlichungen oft unter dem Namen es Ribell zusammengefasst. Der gesamte Strand befindet sich außerhalb der Bebauung der südlich angrenzenden Siedlung Port Vell und des nördlichen Costa des Pins.
Am Ufer von sa Marjal befindet sich die Strandbar „Punta Rotja“, wo auch Liegen und Sonnenschirme ausgeliehen werden können. Neben Bussen verkehrt in den Sommermonaten ein Minizug für Touristen von Cala Millor über Cala Bona nach Costa des Pins, der neben der Strandbar hält. Parkplätze finden sich an der Straße, die vom Strand durch einen Dünenwall getrennt ist.

## Zugang
An der Straße von Cala Millor Richtung Norden nach Costa des Pins rechts gelegen, hinter dem Abzweig zur Hauptstraße Richtung Artà und Capdepera.